# История на Мюнхен
Историята на град Мюнхен започва през 1158 г., когато селището е основано като Munichen от Хайнрих Лъв, херцог на Херцогство Бавария и Саксония.

## Средновековие

### 12 век
През 1154 г. епископ Ото Фрайзингски установява контрол над търговията със сол, добивана в Райхенхал, тъй като мостът на река Изар при Оберфьоринг (днес в Мюнхен) е под негово управление. Вследствие на конфликт между него и херцога на Бавария, Хайнрих Лъв, мостът е подпален, а Хайнрих Лъв построява нов мост по-надолу по течението на реката, който търговците са задължени да ползват. Така около този втори мост през 1158 г. е основано селището, наречено от Хайнрих Лъв Мюнхен.
Първоначално, Ото Фрайзингски и Хайнрих Лъв се карат за града пред император Фридрих I Барбароса в Райхстага в Аугсбург. През 1180 г., при делото срещу Хайнрих Лъв, херцог на Бавария става Ото фон Вителсбах. Неговата династия управлява областта до 1918 г.

### 13 век
През 1210 г. Мюнхен придобива статута на град (civitas). През 1255 г. херцогство Бавария е разделено и Мюнхен става част от Горна Бавария.  През 1271 г., поради увеличилото се население на града, епископът на Фрайзинг създава втора енория, посветена на Света Богородица. През втората половина на 13 век в края на града, на улица Юденгасе (Judengasse, „еврейска улица“) живеят и евреи. За разлика от евреите в други градове като Регенсбург, Нюрнберг и Франкфурт на Майн те нито имат право на гражданство, нито – да участват в сдружения и гилдии. През 1285 г. срещу тях е организиран погром, при който загиват 180 от общо 300-те живеещи в града евреи.
През 1294 г. княз Рудолф I издава градската харта Rudolfinum, с която е утвърден 12-членен градски съвет. Посредством градската харта е утвърдено, че съдията е представител на херцога, докато градът получава правото да предлага част от номинираните кандидати за княз.

### 14 век
През септември 1322 г. мюнхенските военни части участват в битката при Мюлдорф на страната на Лудвиг IV Баварски, която завършва с победа над Фридрих Красивия.
През 1315 г. евреите получават протекцията на херцог Лудвиг IV, изразяваща се в правото свободно да изповядват вярата си, освобождаване от военна повинност и градски данъци, в замяна на което плащат на херцозите „сума за защита“ (Schutzgeld). Херцозите се възползват от зависимостта на евреите от тях и взимат голяма част от печалбите им, освен че ги облагат с извънредни, много тежки данъци, или ги карат да изплащат херцогските дългове.
През 1327 г. градът е напълно опожарен и по-късно построен отново от Лудвиг IV.
През 1353 г. в Мюнхен е установена първата резиденция на Вителсбахите – Алтер Хоф (Alter Hof, координати: 48° с. ш. 11° и. д. / 48.138056° с. ш. 11.578056° и. д.).
През 14 век Мюнхен се простира на площ от около 90 хектара, ограден е от крепостна стена, и става все по-важен център поради двата пътя, които минават през него. В посока изток-запад преминават търговците на сол от Райхенхал за Швабия и Швейцария, а в посока север-юг – търговците от Инсбрук, пътуващи за Инголщат, Нюрнберг и Регенсбург. Освен това тържищното право позволява на мюнхенските търговци да ползват предимство при купуването на преминаващи стоки. На днешния „Мариенплац“, тогава „Шраненплац“ или „Марктплац“, се намира най-големият за времето си пазар в града, на който в началото се продава най-вече сол, но впоследствие става най-голямото тържище на зърно в Южна Германия, а се предлагат и месо и тъкани. Освен него има пазари за риба и вино, като до 15 век виното е предпочитано пред бирата.
В средата на 14 век населението на Мюнхен наброява около 11000 жители, което го прави по-малък от Аугсбург, Регенсбург и Кьолн, но по-голям от Франкфурт на Майн, Базел и Нюрнберг. През 1348, 1356, 1380 и 1396 г. в Мюнхен върлуват епидемии от чума. Въпреки това населението в края на века остава около 10000 жители. След първата епидемия, през 1349 г., за виновни за нея са набедени жителите от еврейската общност и неуспелите да избягат еврейски семейства са изгонени от града. Причините за конфликта са в различната религия на евреите, както и в това, че практикуват лихварство, което теоретично е забранено за християните, а лихвите достигат до 86,6% (от 1372 г. – 43,3%). През 1352 г. евреите са призовани да се върнат обратно и са компенсирани за понесените щети.
След смъртта на Лудвиг IV, през втората половина на 14 век, настъпват тежки времена за града поради поредица от години с малко реколта и епидемии. Това води до недоволство сред 1000-те жители с граждански статут, което води до сваляне на властимащите от няколко патрициански семейства през 1397 г. В 1400 г. е потушен заговор срещу тях, но през 1403 г. властта се връща в ръцете на протежетата на херцозите. Положително за града е, че на 21 август 1403 г. е приета нова градска конституция, според която всички граждани участват в определянето на градските данъци и която остава в сила четири века.

### 15 век
Търговията със сол, която традиционно носи най-големия приход на града, позволява строежа на по-добри укрепления, чието изграждане започва след опасността от хуситски нападения през 1429 г. и трае половин век. Укрепленията помагат да бъдат отблъснати всички нападения преди Тридесетгодишната война. Строежът на укрепления, както и на граждански и църковни сгради води до развитие на тухлопроизводството, което се превръща във втората основна стопанска дейност в града след търговията със сол. Други развити дейности през този период са търговията с вино и тъкани и металургията.
През 1418, 1429 и 1434 г. части от града са опожарени, а през 1443 и 1444 г. е нападан от арманяците. Между 1468 и 1488 г. е реконструирана църквата „Света Богородица“.

## 16 век
Реформацията, започнала през 1517 г., не успява до доведе до изместване в Мюнхен на католицизма за сметка на протестантството. През 1519 г. херцогската власт нарежда унищожаването на лутерановия текст „Към християнските благородници от немско потекло относно изправлението на християнската общност“, която е отпечатана в големия за времето си тираж от 1500 екземпляра. На 5 март 1522 г. Вилхелм IV обнародва едикт, който осъжда тезите на Лутер, а през 1524 г. забранява печатането, продаването и разпространяването на текстовете му. През 1527 и 1528 г. в Мюнхен са убити шестнадесет баптисти, които биват сложени в една група с Лутер, въпреки че той ожесточено ги осъжда.
Междувременно, през 1525 г. към църквата „Света Богородица“ са добавени две 99-метрови кули.  При Вилхелм IV започва и строежът на Мюнхенската резиденция, която ще остане резиденция на владетелите на Бавария до края на съществуването на монархията през 1918 г.
Въпреки че наследникът на Вилхелм IV, Албрехт V, разрешава протестантската литература и пеенето на лутерански псалми в църквите в херцогството, в Мюнхен те не са разрешени. Право на гражданство на Мюнхен имат единствено католиците. Вследствие на това част от мюнхенските протестантски семейства се преместват в Аугсбург, Нюрнберг и Регенсбург.
През 1559 г. по покана на херцог Албрехт V в Мюнхен се заселват четирима йезуити, които постепенно се сдобиват с влияние, под което Мюнхен се превръща в основен център на Контрареформацията. Йезуитският колеж измества известното училище Гимназиум поетикум, в което през последния един век е бил пропагандиран хуманизъм. По модела на Ил Джезу в Рим се строи йезуитската църква „Св. Михаил“ (завършена през 1597 г.). Тя е най-импозантната постройка в града за времето си след църквата „Света Богородица“ и първата барокова сграда от такова значение в Южна Германия. Йезуитите въвеждат и театралното изкуство в Мюнхен. По това време в града има и други църковни ордени, които имат по-малко значение от йезуитите – капуцини, театинци, кармелити, елизабетинци и салианци. При строежа на резиденцията и йезуитския колеж са разрушени около сто къщи.
Албрехт V се сдобива и с 10000 тома на търговеца и банкер Якоб Фугер от Аугсбург, които са в основата на създадената от него дворцова библиотека, днес Баварска държавна библиотека.
През 1587 г. херцог Вилхелм V си осигурява монопола върху търговията със сол, като по този начин Мюнхен губи част от икономическата си независимост.

## 17 век
В началото на 17 век крепостните стени достигат четири порти – Нойхаузерската на запад, Изартор на изток, Швабингската порта на север и Зендлингската порта на юг, а в средата между тях се намира площад „Мариенплац“. През 1600 г. населението на града наброява 20000 жители в 1265 къщи или 4000 „домашни огнища“. Най-голямата индустрия в града по това време са 74-те на брой пивоварни.
Малко преди и по време на Тридесетгодишната война градската автономия е ограничена за пореден път, този път от херцог Максимилиан I. Процесът продължава и в следващите десетилетия, като в края на 1610-те всички съсловия упълномощават херцога еднолично да взима решенията, свързани с войната и мира, както и във военно време да променя данъците – право, което остава и в мирно време. Освен това през 1605 г. Максимилиан I нарежда градските съветници да бъдат назначавани пожизнено, което заедно с правото му да избира кмета на града, поставя градската управа в негови ръце. Максимиалиан разширява и икономическата си власт, поставяйки пивоварните под свой контрол. Не на последно място заменя градската милиция с войски на свое подчинение.
На 8 октомври 1619 г. в Мюнхен се провежда среща между Максимилиан I и император Фердинанд II, на която Максимилиан обещава подкрепа от Бавария за нападението срещу Бохемия. За благодарност Максимилиан I през февруари 1623 г. получава титлата курфюрст и Мюнхен получава ранг на електорска столица като Берлин, Дрезден и Прага.
През същата година започва и строежът на нови отбранителни съоръжения, който продължава тридесет години и в който участват няколко хиляди работници, част от тях – принудително. Принудително работещите са или просяци и скитници, или хора, осъдени заради „сериозни отклонения от добрите нрави“ като скъсване на брачната връзка и непристойно поведение. Цената на строежа надхвърля два милиона гулдена, които са набавени чрез извънредни данъци. Строежът на отбранителните съоръжения води и до събаряне на къщи и отчуждаване на земи.
На 17 май 1632 г., в средата на Тридесетгодишната война, шведските войски влизат в Мюнхен. Отбранителните съоръжения не са готови, а Максимилиан I остава в Регенсбург при армията си, вместо да подкрепи града. Шведският крал Густав II Адолф възнамерява да плячкоса града, но е възпрян чрез френско посредничество, което спасява града, но не и до околните села. Густав II Адолф спазва обещанието си и не плячкосва града, с изключение на това, че пренася много томове от княжеската библиотека в родната Швеция. Шведите напускат града, но се връщат отново през следващата година. Повторното им напускане е и последно, въпреки че през 1648 г. превземат близкия град Фрайзинг. Като последица от войната, както и от избухнала епидемия през 1636 г., градът остава с население от 15000 души.
Градът се възстановява бавно от войната. Едва в края на века населението му достига 20000, каквото е било в началото на века. Междувременно съпругата на курфюрст Фердинанд Мария, Анриет Аделаид, оказва влияние върху културата на града и в него пристигат италиански барокови художници. Театинската църква (Theatinerkirche) е построена от архитекта Агостино Барели по модела на църквата „Сант Андреа дела Вале“ в Рим. Впоследствие тя се превръща в дворцова църква и място за гробовете на Вителсбахите.
През 1653 г. в Резиденцията е поставена оперна сцена, а през 1657 г. е отворена и сцена за широката публика на площад „Салваторплац“.

## 18 век
През 1704 г. броят на домакинствата в града е 2266.
След загубената битка при Хьохщет на 13 август 1704 г., по време на Испанската наследствена война, баварският курфюрст Максимилиан II Емануел е прогонен от курфюрството в Нидерландия, а Мюнхен е окупиран и подчинен на австрийската администрация. В нощта на Коледа през 1705 г. бунтуващите се срещу тежката окупация селяни достигат портите на Мюнхен с около 3000 души. Бунтовниците са изтласкани в предградието Зендлинг и около хиляда от тях са убити.
През 1724 г. имението на графовете фон Райнщайн и Татенбах е включено в градския план. През 1731 г. броят на домакинствата в града е нараснал до 4614.
По време на управлението на Максимилиан III Йозеф, в Мюнхен работят архитектите Йозеф Ефнер, Франсоа Кювилие и Йозеф Гунецрайнер. Карл VII, от своя страна, цели привличането на голям брой благородни семейства за граждани на Мюнхен. За граф Максимилиан фон Фрайзинг Ефнер проектира дворец на улица „Променадещрасе“, точно срещу Резиденцията. Кювилие построява дворец на графиня Холнщайн, а маршал Тьоринг заживява в двореца Гунецрайнер. През 1740 г. граф Тьоринг цу Ютенбах се нанася в малкия замък Леони (Leonieschlösschen), намиращ се извън стените на града.
От Тридесетгодишната война до 1745 г. в града биват построени 29 църкви и параклиси.
Първото учебно заведение в града, Баварската академия на науките, е основано през 1759 г. по идея на Йохан Георг фон Лори. През 1771 г. от йезуитския орден са взети 7 млн. гулдена, с които се осъществява училищна реформа в цялото курфюрство, с която се въвежда задължителното посещение на училище. През 1773 г. орденът е разпуснат.
През 1781 г. населението на града достига 37000 души, от които 1100 – в клира. Броят на къщите също нараства до 1488 през същата година, а семейните огнища стават 8829. Средната височина на къщите става пет етажа в сравнение с триетажните сгради от предишния век. Градът започва да се разраства между крепостните стени и река Изар – тенденция, започнала през Средновековието с мелниците и складовете за сол. През 18 век там се преместват пивоварните, както и църковните ордени на йеронимитите и елизабетинците.
Разрастват се и селата от другата страна на реката – Хайдхаузен и Унтергизинг. През 1780-те населението на градската агломерация наброява около 45000 души, от които 8000 – в предградията и околностите. 4243 са военнослужещи, които не се намират под юрисдикцията на града, т.е. са освободени от данъци. Ненамиращи се под градската юрисдикция са и държавните служители и техните семейства – 4460 души.
Като резултат от бунт в Мюнхен, породен от хранителна криза, на 10 октомври 1788 г. курфюрстът – Карл Теодор – нарушава договора за наследяването и премества двора си в Манхайм. Това води до обедняване на града и до успокояване на напрежението. На 2 юни следващата година дворът се връща в Мюнхен. В следващите години е уреден и паркът „Английската градина“ (Englischer Garten), който мюнхенчани бойкотират докато курфюрстът е жив, тъй като е наречен „Теодор“, на негово име. Английската градина и паркът на двореца Нимфенбург са отворени за широката публика.
През юни 1795 г. градските укрепления са сринати по нареждане на курфюрста, тъй като Бавария запазва неутралност по време на войната между австро-пруската коалиция и революционна Франция. По този начин градът има възможност да расте извън досегашните си граници. На 1 декември 1795 г. е приета нова организация на градската власт, предвиждаща избирането на 36 градски представители на корпорациите, които да бъдат с равен ранг като вече действащите 36 съветници. По този начин градът си връща част от властта, загубена през вековете.

## 19 век
На 29 юни 1800 г., по време на Втората антифренска коалиция, френската армия влиза в Мюнхен и е посрещната положително, въпреки че е вражеска.
Вследствие на политиката на министъра на външните дела Максимилиан фон Монжела, в Мюнхен са затворени множество църкви и манастири, сред които най-важният е францисканският манастир. Правото на гражданство също претърпява промени и протестантите получават това право считано от 28 юли 1801 г.
Фон Монжела става причината градският съвет да загуби привилегиите си – на 31 декември 1802 г. са му отнети правомощията в сферите на полицията и правосъдието, а през 1804 г. съществуващата от 1304 г. система на два колегиума е заменена с такава с една инстанция, състояща се от 24 членове – 12 градски магистрати и 12 представители на занаятчиите.
По това време Мюнхен вече бързо нараства и е един от най-големите градове в Европа.
През 1806 г., става столица на Кралство Бавария, което води до повишаването на ролята и престижа на града спрямо другите градове в кралството. От друга страна държавата отнема богатствата на общината, а през 1808 г. поема контрола на града, започвайки да назначава членовете на градския съвет.
През 1808 г. е създадена Академията за изящни изкуства. През 1810 г. се провежда тържество по повод сватбата на престолонаследника Лудвиг с принцеса Тереза Сакс-Хилдбургхаузен, което се превръща в ежегодна традиция, известна днес като Октоберфест. През 1812 г. е построен Националният театър на мястото на францисканския манастир. Глиптотеката, музей на антиките, е дарение от престолонаследника за града.  Лудвиг I сътрудничи на архитектите Леополд фон Кленце и Фридрих фон Гертнер. Двамата работят за изграждането на Глиптотеката, на църквата „Лудвигскирхе“ (фон Кленце), и на Колонадата на пълководците (Feldherrnhalle) (фон Гертнер). Резиденцията е разширена от фон Кленце с нова фасада по подобие на флорентинския Палацо Пити. През 1814 г. започва плануването на улица „Лудвигщрасе“, която се превръща в престижна артерия от типа на лондонската улица „Риджънт стрийт“ и парижката улица „Риволи“. За целта е разрушена Швабингската порта, построен е дворецът на херцог Макс (Herzog-Max-Palais), в който израства Елизабет Баварска (Сиси), а Фон Гертнер вдига и Портата на победата (Siegestor).
Други архитектурни проекти на Лудвиг I са Кралският площад (Königsplatz) и Пинакотеката.
От 1820-те най-голямата фабрика в града е в областта на оптиката.
През 1821 г. епископията е преместена от Фрайзинг в Мюнхен. През 1825 г. населението на Мюнхен наброява 62000 жители.
През ноември 1826 г. университетът Ландсхут, днес университет „Лудвиг-Максимилиан“, е преместен в Мюнхен. Целта е сближаването му с академиите на науките и на изящните изкуства в града, както и формирането на елитите в близост до двореца.
През 1829 г. броят на пивоварните в града е 62. Градът става седалище на парламента.
В последните дни на 1830 г. Мюнхен е достигнат от броженията и бунтовете, започнали след Юлската революция в Париж. Студентски сдружения желаят германска република, поради което университетът е затворен. През 1848 г., вследствие на аферата на краля с танцьорката Лола Монтес, има нови протести, поради които университетът е затворен за два дни.
От 1835 г. започва развитието на банковото дело в града. Тогава се появява Баварската ипотечна и обменна банка (Bayerische Hypotheken- und Wechselbank).
През 1840 г. е изградена железопътна линия между Мюнхен и Аугсбург.
През 1842 г. броят на пивоварните е намалял до 38. Въпреки това секторът заема първо място в икономиката на града. Сред бележитите „бирени барони“ са Йозеф Пшор и Габриел Зедълмайер (с неговата пивоварна „Шпатенбрауерай“). През 1847 г. в създадената от Йозеф Антон фон Мафеи фабрика за производство на локомотиви работят 375 души. Същата година е построена и гара в стила на италианския неокласицизъм.
През 1848 г. населението на Мюнхен надхвърля 100 хиляди жители, като причините за това са централизацията на управлението и културната функция на града. Това го прави четвърти по големина сред германските градове след Берлин, Хамбург и Бреслау. През 1854 г. се появяват предградията Ау, Хайдхаузен и Гизинг, които имат общо население от около 20000 жители.
От 1860 г. има железопътна връзка с Виена. Мюнхен се превръща в железопътен възел, в който се пресичат линиите по посока изток—запад с тези по посока север—юг.
Подобно на Лудвиг I, Максимилиан II прокарва булевард „Максимилианщрасе“. Архитектът Фридрих Бюрклайн взима Париж за пример и проектира сгради по протежението булеварда в стил, съчетаващ готически и италиански елементи, наречен впоследствие на краля. Булевардът пресича Изар, като мостът е наречен „Максимилиансбрюке“ („мост на Максимилиан“) и е осветен с газови фенери. В края на улицата е построен Максимилианеумът.
По време на управлението на Максимилиан II, Мюнхен се превръща в културен център. След епидемията от холера през 1854 г. мюнхенският професор Макс фон Петенкорфер открива причините за заболяването. През същата година е основан и Баварският национален музей. От 1854 г. до 1913 г. територията на града се утроява, като част от новите квартали са Лайм, Нойхаузен, Нимфенбург и Швабинг.
През 1864-65 г. в града живее композиторът Рихард Вагнер. Влиянието му върху младия крал Лудвиг II, водещо до големи държавни разходи, предизвиква протести от страна на населението, които довеждат до изгонването на Вагнер. Връзката между краля и Мюнхен е разрушена. През 1864 г. в града е основан и политехнически институт.
През 1865 г. е взето решение да бъде построена нова сграда на кметството в сърцето на града, на площад Мариенплац. Постройката е в неоготически стил, а архитект е австриецът Георг Хауберисер.
През 1869 г. започват да функционират две нови банки – Баварска дружествена банка (Bayerische Vereinsbank) и Баварска народна банка (Bayerische Handelsbank), а други германски банки отварят филиали в града.

## В Германската империя (1871 – 1918)
През 1871 г., при основаването на Германската империя, населението на Мюнхен е 170 000 жители. През 1876 г. в града започва да действа първият градски транспорт – трамваи с конска тяга.
Мюнхенското застраховане (Münchner Rückversicherung) е основано през 1880 г., а през 1890 г. – и Алианц. Мюнхенската борса става четвъртата по големина след тези в Берлин, Франкфурт и Кьолн.
През 1882 г. градът е електрифициран и става домакин на Първото немско електрическо изложение. Създаден е и Германският музей на шедьоврите на природните науки и техниката.
През 1883 г. населението на града наброява 250 000 жители. През 1893 г. само 19 300 души имат право да гласуват за градски съвет, а 106 800 на изборите за Райхстаг. През 1895 г. в движение тръгват електрически трамваи.
В края на века Мюнхен се развива като център на изобразителното изкуство и книгоиздаването. В града творят художниците Франц фон Ленбах, Карл фон Пилоти, Вилхелм фон Каулбах, Франц фон Щук и Франц фон Дефрегер и живеят общо около 1900 художници (от общо около 140 000 в империята). Градът става третият най-важен център на книгоиздаването след Берлин и Лайпциг.
Между 1896 и 1911 г. се появяват театрите „Дойчес театер“ (1896), Принцрегентентеатер и Шаушпилхаус (1901), Фолкстеатер (1903) и Камершпиле (1911).
В началото на века Мюнхен е третият по население германски град (след Берлин и Хамбург). През 1900 г. населението на града достига 600 000 души. Същата година над половината от населението произхожда от други градове и села в Кралство Бавария. Ежегодният прираст посредством емиграция е 10-12 000 жители. На върха на социалната пирамида стоят 10% от населението – индустриалци, едри търговци, банкери, представители на свободните професии, висши служители и високопоставени кадри в индустрията и финансите. Средната класа представлява около 35% от населението на града и е много хетерогенна – майстори занаятчии, търговци, държавни и други служители, дребни предприемачи и собственици на имоти. Обединява ги страхът от пролетаризиране. 47% от населението са в работническата класа (спрямо 55% в Нюрнберг и над 60% в Рурската област).
Икономиката на града се състои най-вече от пивоварна промишленост, производството на каучукови изделия и на прецизни оптични уреди.
През 1901 г. отваря врати зоологическата градина Хелабрун.
През 1912 г. Василий Кандински създава в града групата „Синият конник“.
През 1915 г. в Мюнхен започва да се усеща участието на страната в Първата световна война. Въведени са купони за храна, а след тях и ограничения на видовете храна. През следващата година има голяма демонстрация срещу войната на Мариенплац. По време на войната се развива създаденото през 1913 г. предприятие за производство на самолетни двигатели, което по-късно е преименувано на БМВ. В Мюнхен фамилията Круп отваря предприятие за производство на оръжия и муниции. Същевременно в града се появяват от една страна организации като „Германско общество за расова хигиена“ (Deutsche Gesellschaft für Rassenhygiene) и Отечествената партия (Vaterlandspartei), а от друга – такива като Германското дружество за мир (Deutsche Friedensgesellschaft). Към края на войната се стига до гладуване на населението. От януари 1918 г. избухва първата от поредица стачки.
На 3 ноември 1918 г. започват нови демонстрации за мир. На 7 ноември на Терезиенвийзе демонстрират над 100 000 души. Лудвиг III освобождава държавните служители от клетвата им за вярност и бяга в Австрия. На 21 февруари 1919 г. на „Променадещрасе“ е убит премиерът Курт Айзнер, което води до двумесечни безредици и насилие в Мюнхен и Бавария. Ландтагът е преместен в Бамберг, а Йоханес Хофман застава начело на просъществувалата за кратко Баварска съветска република. При превземането на Мюнхен от страна на бамбергското правителство, загиват поне 557 души.
В края на Първата световна война населението наброява 603 000 жители. Във войната умират 12 943 мюнхенски войници.

## Между двете световни войни (1918 – 1939)
След Първата световна война градът става център на нестабилност. В началото на 1919 г. безработните са 45 000, при население от 630 000 души. Голяма част от живущите в града писатели и художници напускат града.
През 1923 г. консумацията на мляко и месо е наполовина спрямо 1913 г., а в някои от кварталите на града половината от посещаващите училище деца страдат от недохранване. Същевременно около 30 000 души търсят жилища, а на пазара през 1924 г. биват пуснати 703 нови апартамента. До 1933 г. броят на новите апартаменти спада до 240. В края на 1923 г., вследствие на кризата, породена от започналата през януари окупация на Рурската област, безработните в града достигат 140 000 души (20% от населението).
През ноември същата година Хитлер и неговите поддръжници, концентрирани в Мюнхен, осъществяват т.нар. Бирен пуч (опит за преврат), с цел да свалят правителството на Ваймарската република и да заграбят властта. Бунтът е неуспешен, резултат е арестът на Хитлер и осакатяването на нацистката партия. Хитлер е осъден на пет години затвор, от които излежава една.
На общинските избори през декември 1925 г. Баварската народна партия печели 41,3% от гласовете. Националсоциалистическата работническа партия печели 11,6%, но Баварската народна партия не се коалира с нея. Всички леви формации заедно имат под 35% от гласовете. Кметът Карл Шарнагъл взима заеми от САЩ и Обединеното кралство, които му позволяват да финансира построяването на 3000 нови жилища между 1925 и 1929 г. Същевременно още писатели и художници напускат града.
На общинските избори през декември 1929 г. националсоциалистическата работническа партия печели 15,6% от гласовете. Кризата, започнала от Съединените американски щати, води до повишаване на безработицата в Мюнхен. През 1930 г. безработните са 46 000, през 1931 г. – 72 000, а през януари 1933 г. – 83 000. През ноември 1931 г. всекидневно се раздават над 37 000 порции храна за най-бедните.
Между 1930 и 1933 г. резултатите на националсоциалистите в Бавария и Мюнхен винаги са по-ниски от тези за страната – например през юли 1932 г. подкрепата за партията е 28,9% в Мюнхен спрямо 37,3% за райха. Причината за това е съпротивата на католиците срещу националсоциалистите. През 1939 г. католическият кардинал Михаел фон Фаулхабер обявява нацистката идеология за противоречаща на ценностите на християнството. През 1930 г. в Мюнхен живеят около 20 000 евреи.
Въпреки неуспешния пуч, градът става крепост на нацизма при идването на Хитлер на власт в Германия през 1933 г. Заради важността му, нацистите го наричат „столица на движението“ (щабът на Националсоциалистическата работническа партия е там). През 1933 г. в града е установена тоталитарна еднопартийна система, пресата става конформистка, пишещите встрани от националсоциалистическата догма писатели биват отбелязвани в специален списък и опозорявани. В Дахау е открит първият концентрационен лагер в Германия. В Нощта на дългите ножове началниците на щурмовите отряди са екзекутирани в мюнхенския затвор „Щаделхайм“.
По време на нацисткото управление, на 18 юли 1937 г., в Мюнхен е построен единственият музей в Германия за периода между 1933 и 1945 година.
Много т.нар. „Фюрер-сгради“ (Führerbauten) са построени около Кьонигсплац („Кралски площад“), някои са оцелели и до днес.
На 30 септември 1938 г. е подписано Мюнхенското споразумение, преотстъпващо на Германия Судетската област – част от Чехословакия. То е подписано от представители на Германия, Италия, Франция, Великобритания.
Междувременно Мюнхен е напуснат от 3500 евреи в периода 1935–1938 г. На тяхно място се заселват евреи, живеели дотогава в селските региони на Бавария. В Кристалната нощ щурмовите отряди разбиват 46 еврейски магазина. Населението на града остава пасивно, като в докладите на СС бива отбелязано, че зад липсата на реакция често се крие несъгласие.
Междувременно католическата църква води тиха борба срещу режима. На 23 април 1941 г. Хитлер се отказва от премахването на разпятията от училищата, вследствие на протести от вярващите. Откроява се йезуитският свещеник Отец Руперт Майер, който е изпратен два пъти в концлагери през 1937 и 1938 г., преди да се оттегли в манастира „Етал“ край Мюнхен през 1939 г.

## По време на Втората световна война (1939 – 1945)
В началото на войната населението на Мюнхен наброява 820 000 жители.
Георг Елзер прави неуспешен опит за бомбен атентат срещу Хитлер на 8 ноември 1939 г. Той действа сам и се опитва да убие Хитлер в „Бюргербройкелер“ заедно с ветераните от пуча от 1923 г. Бомбата е програмирана за 21:20 часа, но Хитлер напуска мястото десет минути по-рано. Елзер е изпратен в концлагера „Заксенхаузен“ и по-късно преместен в „Дахау“, където е екзекутиран на 10 април 1945 г. Междувременно години наред властите се опитват да извлекат от него информация за английско участие в атентата, каквото няма. Мюнхенската съпротива през следващите години включва католическата църква и движението „Бялата роза“. Когато британците успяват да се сдобият с текстовете на „Бялата роза“, техните самолети хвърлят хиляди бройки над градове от Рурската област.
Военната мобилизация на работещите в заводите води до използването на женска работна ръка, както и принудителен труд от военнопленници, евреи и цигани. Въведени са 25-процентен данък над състоянието и 25-процентен данък върху еврейското имущество. След започването на войната на евреите е забранено да използват трамваите и да сядат на пейките в обществените паркове. През пролетта на 1941 г. 1400 еврейски домакинства са принудително преместени в квартала „Милбертсхофен“, който заприличва на гето, а на 19 септември е въведено задължителното носене на жълти звезди с надпис „евреин“. Първите конвои от евреи, изпратени в литовския град Каунас за избиване, потеглят на 20 ноември. На 23 октомври 1943 г. на евреите е забранено да напускат Райха, като в този момент в Мюнхен живеят 4000 евреи. При влизането на американците в Мюнхен на 30 април 1945 г., в града са останали 84 евреи. Броят на населението по това време е намалял до 400 000 души.
На 8 ноември 1940 г. Мюнхен бива бомбардиран от 20 британски бомбардировача. Щетите са малки, а в отговор е разрушен град Ковънтри. Градът е бомбардиран отново през август 1942 г. За британците и американците е важно да бомбардират Мюнхен, защото в града и около него има заводи на „БМВ“, „Краус-Мафеи“, „Круп“, „Сименс“, „ИГ Фарбен“, „Месершмит“ и „Юнкерс“. В Ердинг и Фюрстенфелдбрук са открити военни летища. Градът претърпява общо 74 бомбардировки, което води до 6632 убити, 15 801 ранени, 12 507 напълно разрушени къщи и кооперации, 10 610 сериозно повредени къщи и кооперации и 53 000 частично засегнати къщи и кооперации. 300 000 мюнхенчани остават без подслон, 20 000 души са загинали на фронтовете, а 100 000 са безследно изчезнали и военнопленници. 90% от официалните сгради и от културното наследство (дворци, църкви, паметници и музеи) са поразени или унищожени.

## След Втората световна война
Градът е изцяло разрушен – Вилхелм Хаузенщайн пише „Погромът над града е толкова пълен, че не бих могъл да си представя неговото възраждане нито в технически, нито в икономически план“. В края на 1945 г. населението на Мюнхен достига 670 000 жители. Нарастването на населението е породено от връщането на евакуираните жители и от пристигането на бежанци – най-вече от източните територии и от Судетска област. Средната дневна дажба на жителите след войната е около 1500 калории дневно, а до края на годината спада на 920 калории при препоръка от американските лекари от 2600 калории дневно. През 1946 г. половината от децата, посещаващи училище, са недохранени, а 20% от студентите страдат от туберкулоза.
Американците, които са окупирали Мюнхен, назначават за кмет Карл Шарнагъл, който заема този пост през следващите 12 години, и за заместник-кмет – Томас Вимер. На първите общински избори след войната, на 6 юни 1946 г. Християнсоциалният съюз печели 20 от 44 места срещу 17 места на Социалдемократическата партия. На 30 май 1948 г. властта преминава в ръцете на социалдемократите, а Томас Вимер става кмет. Оттогава Мюнхен най-често бива управляван от социалдемократите, въпреки че Бавария най-често бива управлявана от Християнсоциалния съюз.
През Втората световна война почти всички обществени и културни институции са разрушени. Още през 1945 г. започва издаването на вестник „Зюддойче цайтунг“. Държавният театър е отворен отново през юни 1948 година. Националният театър бива възстановен между 1952 и 1963 г. Мюнхенци отново имат достъп до съвременната литература на западния свят, какъвто нямат след 1933 г. Целият културен живот на града попада под влиянието и контрола на американците.
След спускането на „желязната завеса“ от Мюнхен излъчват радиата „Свободна Европа“ и „Гласът на Америка“.
През 1947 г. заради лошата реколта е забранено производството на бира. В първите месеци на 1948 г. 10 000 жени протестират срещу глада.
След разделянето на Германия на ФРГ и ГДР Мюнхен се превръща в „тайната столица“ на ФРГ (столицата на новата държава е Бон). Поставен пред избора да реконструира старите сгради или да построи много нови сгради, кметът Карл Шарнагъл заема позицията, че „Мюнхен твърдо държи на своето лице и на своето изкуство да живее“. Официалните сгради – политически, административни, културни и религиозни – са възстановени по оригинални проекти, а новите постройки са изградени така, че обликът на града да се запази. Това го отличава от много от другите германски градове. През 1957 г. населението на града надвишава един милион жители, а през 1958 г. възстановяването на сградите е доста напреднало.
Поради нарастването на града, през 1960-те години е регистриран недостиг от 60 000 жилища. Ханс-Йохен Фогел е кмет на града от 1960 до 1972 г., печелейки 64,2% през 1960 г. и 78% през 1966 г., с което става избраният с най-висок резултат някога кмет на Мюнхен. По време на неговото управление е ускорен процесът на модернизация, а Мюнхен печели домакинството на Летните олимпийски игри през 1972 г. Градът плаща 25% от разходите по организирането на Олимпиадата, докато 25% са финансирани от провинцията и 50% от федералното правителство. Поради олимпиадата е ускорено модернизирането на града. Нарастването на стандарта на живот прави автомобилите достъпни за повече хора, поради което градската управа ускорява строежа на мрежа от големи пътни артерии и взима решение за създаване на метро през 1965 г. През 1972 г. населението на града е нараснало до 1 338 000 жители. Към 1966 г. в града се движат около 300 000 автомобила дневно.
През 1967 г. е създадено Висше училище за кино и телевизия, което е сред най-добрите в Европа. Градът става най-търсения център на германското кино.
През 1972 г. са пуснати в действие 17 станции на метрото, които са завършени пет години по-рано заради олимпийските игри. За олимпийските игри за построени и модернизирани над 60 обекта, сред които са олимпийското село, Олимпийският стадион, многофункционален спортен център, спортен комплекс, басейн, колодрум и пресцентър.
Олимпиадата е белязана от мюнхенското клане – терористичен акт със 17 жертви. Въпреки това игрите са прекъснати само за 34 часа, а президентът на МОК Ейвъри Бръндидж става известен с речта си, в която казва „Игрите трябва да продължат“.
През 1980 г. в Мюнхен има 175 000 действащи предприятия (за сравнение 163 000 в Западен Берлин и 137 000 в Хамбург). От 1990 до 2007 г. са построени 200 000 нови жилища. По времето на управлението на Франц Йозеф Щраус (1978–1988 г.) Мюнхен става център на самолетостроенето, микроелектрониката и биотехнологиите. Освен това още от след края на Втората световна война градът е водещ в книгоиздаването.
През 1982 г. е открита новата сграда на Новата пинакотека, а през 2002 г. е завършена и Пинакотеката на модерността. През 1992 г. е открито ново летище „Франц Йозеф Щраус“ на около 40 километра от центъра на града. На мястото на старото летище в Рийм е разположен Международният мюнхенски панаир. В Мюнхен се провежда Международната конференция по сигурност. През юни 2006 г. е открит стадион „Алианц Арена“ като част от подготовката за Световното първенство по футбол, провело се в Германия в същата година. Самият мач при откриването на първенството между домакините и Коста Рика се провежда на този стадион. През 2007 г. Мюнхен е туристически център, в който има регистрирани близо 10 млн. нощувки годишно.